# Алялькоменія
Алалкоменія (давньогр. : Ἀλαλκομενία) була у грецькій міфології однією з дочок Огіга та епонімом Алалкоменай. Її та її сестер Телькзіоноею і Ауліс вважали надприродними істотами, які керували клятвами, побачивши, що вони не були прийняті необдумано або легковажно. Їх звали Праксидікай (Πραξιδίκαι) і в них був спільний храм біля підніжжя Тельфузійської гори в Беотії.
Сестри іноді розглядалися як єдина богиня Праксідіка, «та, що вимагає покарання». Їх уявляли як безтілесні голови. Як і іншим грецьким божествам, їм приносили в жертву тварин, але тільки голови.